# Bebearia rubrocostata
Bebearia rubrocostata är en fjärilsart som beskrevs av Aurivillius 1898. Bebearia rubrocostata ingår i släktet Bebearia och familjen praktfjärilar. Inga underarter finns listade i Catalogue of Life.